# 阿尔宾·达尔
阿尔宾·达尔（瑞典語：Albin Dahl，1900年1月2日—1980年2月15日），瑞典男子足球运动员。他曾代表瑞典参加1920年和1924年夏季奥林匹克运动会足球比赛，其中1924年奥运会获得一枚铜牌。